# Punta Escarlata
Punta Escarlata es una serie de televisión producida por Globomedia y emitida finalmente en Telecinco, aunque en principio estaba prevista para Cuatro. Está protagonizada, entre otros, por Carles Francino, Nadia de Santiago y Antonio Hortelano. Después de más de un año de espera, su única temporada se estrenó el 20 de julio de 2011 a las 23:30 horas y finalizó el 7 de septiembre de 2011.

## Argumento
Bosco Ruiz (Carles Francino) y Max Vila (Antonio Hortelano) son dos policías que reciben un extraño caso para resolver: una adolescente (Nadia de Santiago) ha tenido una visión en la cual encontraba el lugar donde están enterradas dos niñas desaparecidas ocho años atrás en un pueblo costero llamado Punta Escarlata. Cuando descubren los cadáveres, los policías se personan en el pueblo para resolver el caso, aunque no será tan fácil como parece, pues todos son sospechosos. En este pueblo todos sus habitantes ocultan algo.

## Reparto
| Actor              | Personaje                       |
| ------------------ | ------------------------------- |
| Carles Francino    | Bosco Ruiz                      |
| Antonio Hortelano  | Max Vila                        |
| Nadia de Santiago  | Lucía Castro                    |
| Fernando Cayo      | Sargento Reyes                  |
| Elena Ballesteros  | Eva Jiménez Parra               |
| Kira Miró          | Carla                           |
| Álvaro Cervantes   | Marcos Rozas                    |
| María Pastor       | Ángela                          |
| Juan Ribó          | Comisario José María del Toro   |
| Chema Ruiz         | Alejandro Castro                |
| Lucina Gil         | Teresa                          |
| Kike Biguri        | Nicolás, alias Radar            |
| Ana Rujas          | Virginia "Vir"                  |
| Macarena García    | Raquel Solís                    |
| Víctor Elías       | Ximo                            |
| Eduardo Mayo       | Chema                           |
| Javier Coll        | Miguel Rozas                    |
| Jesús Fuente       | Raúl Picazo Solano              |
| Daniel Holguín     | Jerónimo "Jero" Zamora          |
| Angels Bassas      | Madre de Lucía                  |
| Nur Al Levi        | Francisca "Chesca" Llopis       |
| Andrea Ros         | Victoria "Vicky" Picazo         |
| Juan Díaz          | Rodolfo "Rudy" Armiñana Delgado |
| Andrea Guasch      | Icíar Lozano                    |
| Carlotta Cosials   | Anabel Gálvez                   |
| Violaine Estérez   | Kimberly "Kim" Clayton          |
| Carla Díaz         | Patricia Rozas                  |
| Miguel Guardiola   | Padre de Icíar                  |
| Ramón Ibarra       | Padre de Raquel                 |
| África Gozalbes    | Madre de Raquel                 |
| Bernabé Fernández  | Fernando "Fer"                  |
| Jose Sánchez Orosa | Cura                            |
| Gotzon Sánchez     | Cap Cebolla                     |
| Ana Goya           | Alcaldesa y madre de Ximo       |
| Lowena MacDonell   | Lucía (niña)                    |
| Isaak Gracia       | Richi                           |
| Pedro López Rapado | Sergio                          |
| Ismael Fritschi    | Amigo de Rudy                   |

## Historia
En septiembre de 2009, Globomedia y Cuatro se unieron para este proyecto de ficción. Los nueve capítulos que componen la primera temporada comenzaron a rodarse a principios de octubre de ese mismo año en Altafulla (Tarragona). El consejero delegado de Mediaset España, Paolo Vasile, concedió una entrevista en mayo de 2011 en la que explicó que, aunque previamente iba a emitirse en Cuatro, finalmente se estrenaría en Telecinco tras finalizar la serie Ángel o demonio: el 20 de julio de 2011 a las 23:15h.
El capítulo de estreno fue lo más visto esa noche por 2.054.000 espectadores y un 18,6% de cuota de pantalla. Además, se convirtió en el mejor estreno de ficción de la cadena desde 2008 y fue trending topic en Twitter durante la emisión de la serie y las 12 horas posteriores al estreno. Llegó a su fin tras ocho semanas pendiente de quién mató a las chicas del camping. Bosco y Max llegaron al final de su investigación con el noveno capítulo, ya que Telecinco decidió doblar la emisión de la serie y emitir los dos últimos episodios el martes 6 y el miércoles 7 de septiembre.

## Episodios y audiencias
| Temporada | Temporada | Episodios | Estreno             | Final                   | Audiencia media | Audiencia media | Audiencia media |
| Temporada | Temporada | Episodios | Estreno             | Final                   | Espectadores    | Cuota           |                 |
| --------- | --------- | --------- | ------------------- | ----------------------- | --------------- | --------------- | --------------- |
|           | 1         | 9         | 20 de julio de 2011 | 7 de septiembre de 2011 | 1 610 000       | 12,8%           |                 |
| Total     | Total     | 9         | 2011                | 2011                    | 1 610 000       | 12,8%           |                 |

### Temporada 1: 2011
| N.º (serie) | N.º (temp.) | Título                                  | Fecha de emisión        | Espectadores      |
| ----------- | ----------- | --------------------------------------- | ----------------------- | ----------------- |
| 1           | 1           | «Soñé que despertaba»                   | 20 de julio de 2011     | 2 054 000 (18,6%) |
| 2           | 2           | «El pasado vuelve hoy»                  | 27 de julio de 2011     | 1 719 000 (16,7%) |
| 3           | 3           | «El adiós»                              | 3 de agosto de 2011     | 1 650 000 (12,6%) |
| 4           | 4           | «El bosque»                             | 10 de agosto de 2011    | 1 470 000 (12,4%) |
| 5           | 5           | «La sombra»                             | 17 de agosto de 2011    | 915 000 (6,1%)    |
| 6           | 6           | «Los bailes de Marte»                   | 24 de agosto de 2011    | 1 305 000 (10,7%) |
| 7           | 7           | «El monstruo que habita en los hombres» | 31 de agosto de 2011    | 1 628 000 (12,7%) |
| 8           | 8           | «La duda»                               | 6 de septiembre de 2011 | 1 810 000 (10,9%) |
| 9           | 9           | «La maldición del fin del mundo»        | 7 de septiembre de 2011 | 1 940 000 (14,2%) |

## Emisión
- Europa
  - España (país original de la serie)
    - Telecinco-Mediaset España, Telecinco HD-Mediaset España, Energy-Mediaset España y 8tv-Emissions Digitals de Catalunya.
- Hispanoamérica